# Macrocoma hymenostoma
Macrocoma hymenostoma là một loài Rêu trong họ Orthotrichaceae. Loài này được (Mont.) Grout mô tả khoa học đầu tiên năm 1946.